# Жан-Франсоа Тириар
Жан Тириар (на френски: Jean Thiriart) е белгийски политик.
Роден е на 22 март 1922 година в Брюксел. Първоначално привърженик на левицата, по време на германската окупация през Втората световна война той става активен колаборационист, за което лежи в затвора след войната. След 1960 година участва в създаването на няколко неофашистки организации, сред които най-значима е „Млада Европа“, и става един от теоретиците на националкомунизма.
Жан Триар умира на 23 ноември 1992 година.